# 浊鹿城遗址
浊鹿城遗址，是汉献帝退位后，以山阳公身份所获封国的都城遗址。浊鹿城又名浊城、清阳城、北修武城，遗址在今河南省焦作市修武县东北李固村南。
1989年7月，公布为修武县第二批县级文物保护单位。